# 阿拉烏丁二世
阿拉烏丁二世（Ala'ud'din，Alauddin Riayat Shah II of Johor，1528年—1564年），馬來半島柔佛王國的首位蘇丹。阿拉烏丁一世是滿剌加蘇丹國（或馬六甲王朝）末任國王苏丹马末沙的兒子。1511年，葡萄牙人佔領馬六甲後，他連同苏丹马末沙逃離馬六甲，並伺機以打打停停戰術取回故土。1528年，苏丹马末沙於蘇門答臘甘巴（Kampar）過世後，阿拉烏丁繼承王朝王位，並將王朝首都從甘巴遷移至柔佛拉馬（旧柔佛 Johor Lama），是為柔佛蘇丹第一人。
他在柔佛繼續實行伊斯蘭教義為主的政教合一政體，1564年，亞齊人攻擊柔佛，柔佛國受到洗劫外，他也被擄走，隨後於亞齊被殺。

## 外部連結
- The River Forts of Johor

| 阿拉烏丁二世 马六甲苏丹王朝 | 阿拉烏丁二世 马六甲苏丹王朝 | 阿拉烏丁二世 马六甲苏丹王朝 |
| 統治者頭銜                  | 統治者頭銜                  | 統治者頭銜                  |
| --------------------------- | --------------------------- | --------------------------- |
| 前任者： 苏丹马末沙         | 柔佛苏丹 1528年–1564年      | 繼任者： 慕扎法沙二世       |